# La Cerlangue
La Cerlangue est une commune française située dans le département de la Seine-Maritime en région Normandie.

## Géographie

### Localisation
La Cerlangue est un village normand situé au début de l'estuaire de la Seine, situé à vol d'oiseau à 22 km à l'est du Havre, à 5 km au sud-est de Saint-Romain-de-Colbosc, 9 km au sud-ouest de Bolbec, à 10 km à l'ouest de Port-Jérôme-sur-Seine et à 18 km au nord-ouest de Pont-Audemer.
Le sentier de grande randonnée GR 2 y passe.
La commune se trouve dans l'aire d'attraction du Havre et dans sa zone d'emploi, ainsi que dans le bassin de vie de Saint-Romain-de-Colbosc.

### Communes limitrophes
Les communes limitrophes sont  La Remuée, Marais-Vernier, Mélamare, Saint-Nicolas-de-la-Taille, Saint-Samson-de-la-Roque, Saint-Vigor-d'Ymonville, Saint-Vincent-Cramesnil et Tancarville.
| Saint-Vincent-Cramesnil | La Remuée                     | Saint-Nicolas-de-la-Taille |
| Saint-Vigor-d'Ymonville | La Cerlangue                  | Tancarville                |
|                         | Saint-Samson-de-la-Roque Eure | Marais-Vernier Eure        |

### Géologie et relief
La superficie de la commune est de 27,93 km2 ; son altitude varie de 0  à   127 mètres.
La commune comprend une falaise morte qui structure son territoire, dont la partie haute fait partie du Pays de Caux et la partie basse de la vallée de la Seine.

### Hydrographie
La commune est située dans le bassin Seine-Normandie. Elle est drainée par la Seine, qui constitue la limite sud de la commune, le canal de Tancarville, le fossé 01 de la commune de la Cerlangue, le Vivier et divers petits canaux et cours d'eau,,.
Le canal de Tancarville est un canal, chenal et un estuaire navigable qui traverse d'est en ouest le territoire communal. D'une longueur de 28 km, il relie la commune de Tancarville au Havre, où il se jette dans la Manche. 
Trois plans d'eau complètent le réseau hydrographique : la vasière 4 de l'estuaire de la Seine (1,33 ha), la vasière 5 de l'estuaire de la Seine (0,82 ha) et la vasière 6 de l'estuaire de la Seine (0,74 ha),.

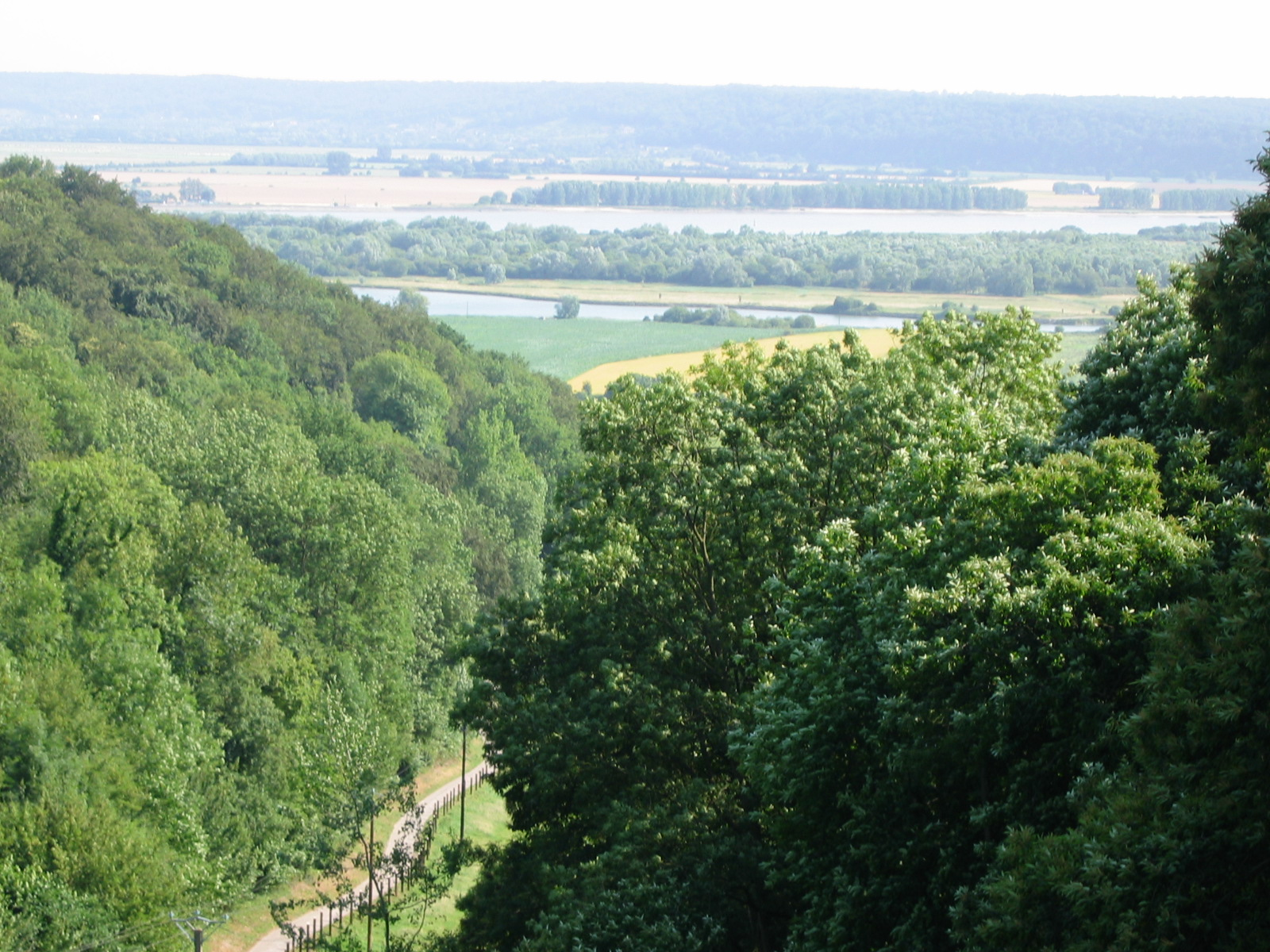
La vallée de la Seine à La Cerlangue.
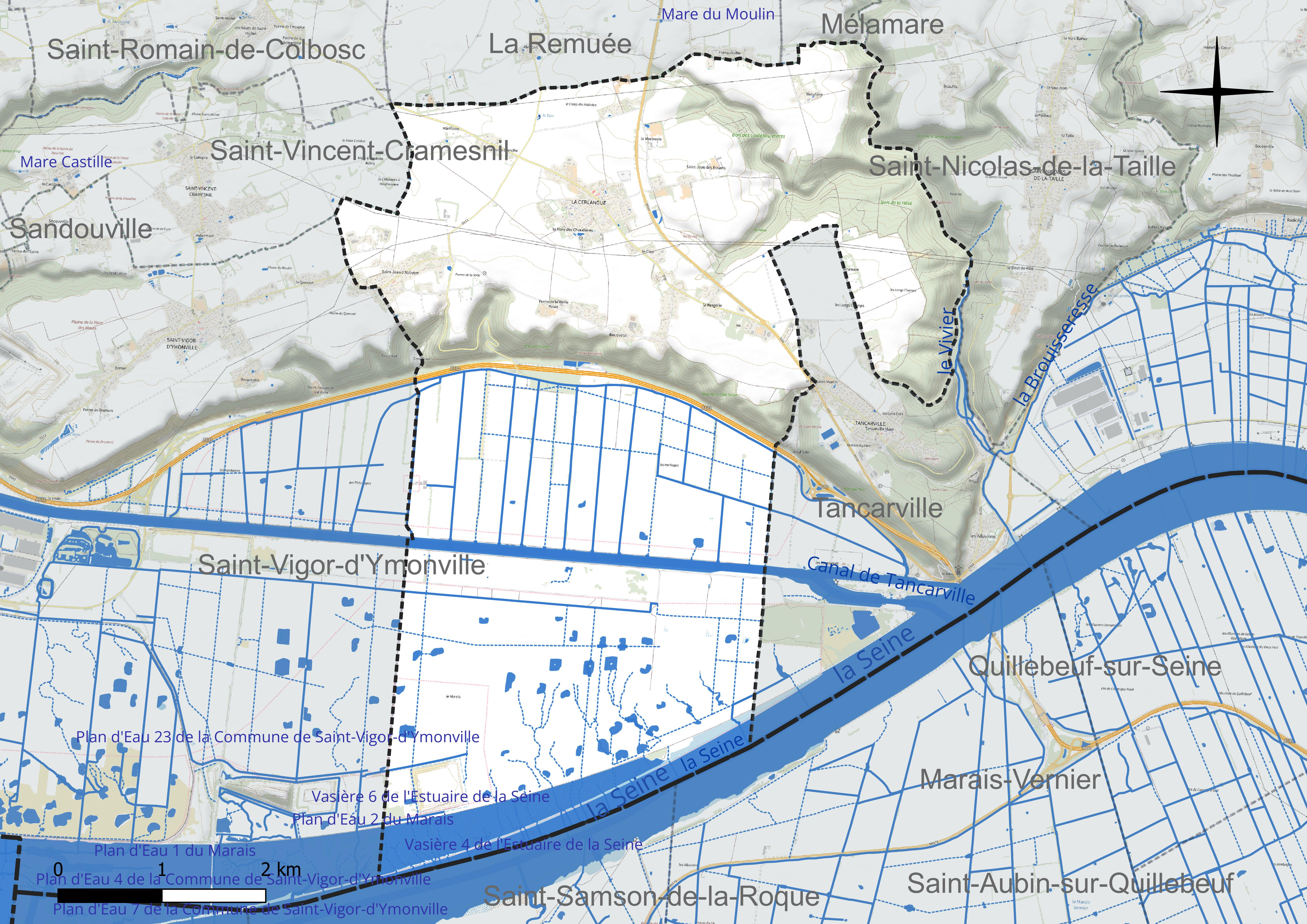
Réseau hydrographique de la Cerlangue[Note 1].

### Climat
Pour des articles plus généraux, voir Climat de la Normandie et Climat de la Seine-Maritime.
En 2010, le climat de la commune est de type climat océanique franc, selon une étude du CNRS s'appuyant sur une série de données couvrant la période 1971-2000. En 2020, Météo-France publie une typologie des climats de la France métropolitaine dans laquelle la commune est exposée à un climat océanique et est dans la région climatique Côtes de la Manche orientale, caractérisée par un faible ensoleillement (1 550 h/an) ; forte humidité de l’air (plus de 20 h/jour avec humidité relative > 80 % en hiver), vents forts fréquents. Parallèlement le GIEC normand, un groupe régional d’experts sur le climat, différencie quant à lui, dans une étude de 2020, trois grands types de climats pour la région Normandie, nuancés à une échelle plus fine par les facteurs géographiques locaux. La commune est, selon ce zonage, exposée à un « climat maritime », correspondant au Pays de Caux, frais, humide et pluvieux, légèrement plus frais que dans le Cotentin.
Pour la période 1971-2000, la température annuelle moyenne est de 10,5 °C, avec une amplitude thermique annuelle de 13 °C. Le cumul annuel moyen de précipitations est de 907 mm, avec 12,9 jours de précipitations en janvier et 8,8 jours en juillet. Pour la période 1991-2020, la température moyenne annuelle observée sur la station météorologique la plus proche, située sur la commune de Petiville à 14 km à vol d'oiseau, est de 12,0 °C et le cumul annuel moyen de précipitations est de 844,9 mm,. Pour l'avenir, les paramètres climatiques de la commune estimés pour 2050 selon différents scénarios d'émission de gaz à effet de serre sont consultables sur un site dédié publié par Météo-France en novembre 2022.

### Milieux naturels et biodiversité
La commune fait partie du parc naturel régional des Boucles de la Seine normande.

## Urbanisme

### Typologie
Au 1er janvier 2024, La Cerlangue est catégorisée commune rurale à habitat dispersé, selon la nouvelle grille communale de densité à sept niveaux définie par l'Insee en 2022.
Elle est située hors unité urbaine. Par ailleurs la commune fait partie de l'aire d'attraction du Havre, dont elle est une commune de la couronne,. Cette aire, qui regroupe 116 communes, est catégorisée dans les aires de 200 000 à moins de 700 000 habitants,.
La commune, bordée par l'estuaire de la Seine, est également une commune littorale au sens de la loi du 3 janvier 1986, dite loi littoral. Des dispositions spécifiques d’urbanisme s’y appliquent dès lors afin de préserver les espaces naturels, les sites, les paysages et l’équilibre écologique du littoral, tel le principe d'inconstructibilité, en dehors des espaces urbanisés, sur la bande littorale des 100 mètres, ou plus si le plan local d’urbanisme le prévoit.

### Occupation des sols

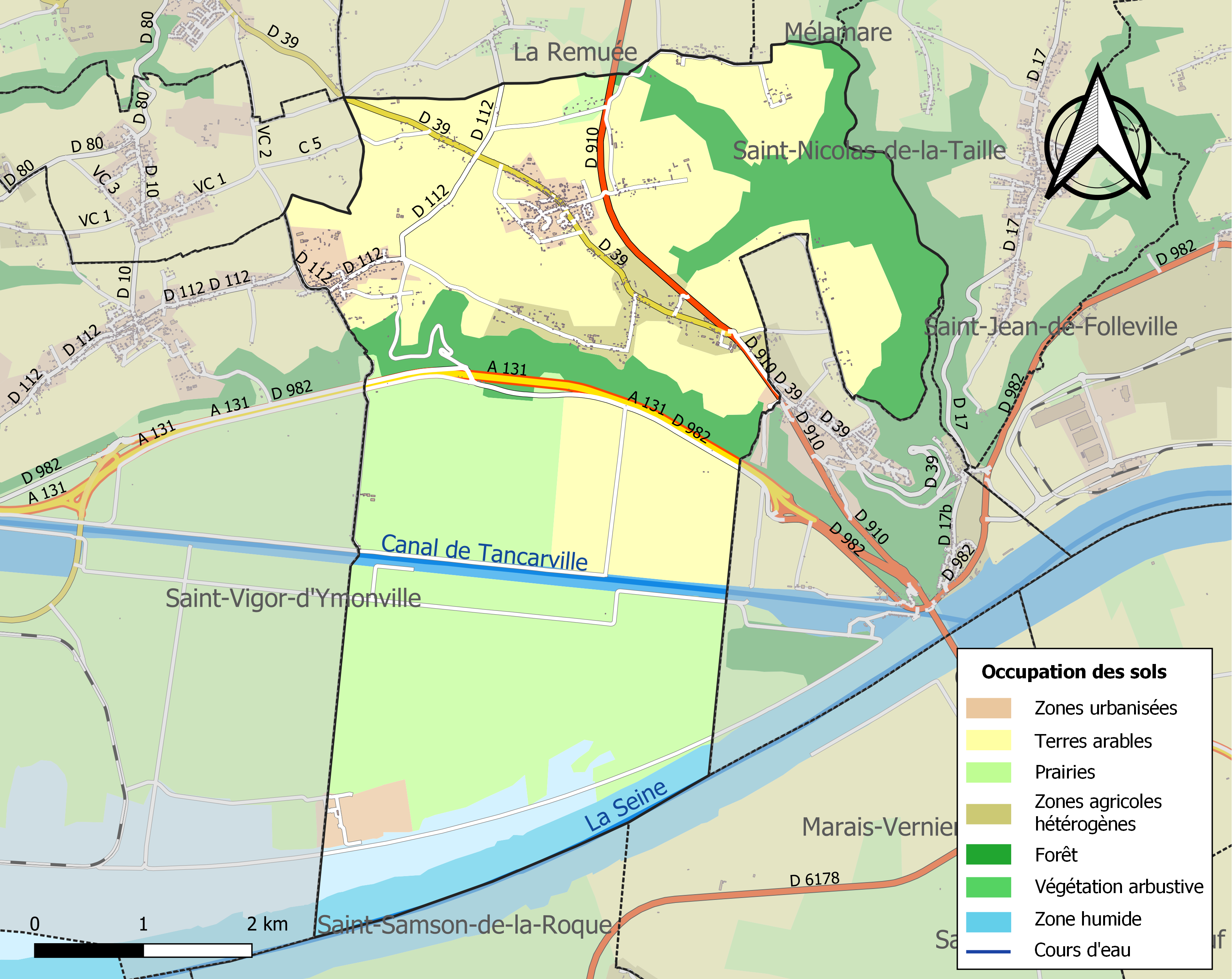
Carte des infrastructures et de l'occupation des sols de la commune en 2018 (CLC).

L'occupation des sols de la commune, telle qu'elle ressort de la base de données européenne d’occupation biophysique des sols Corine Land Cover (CLC), est marquée par l'importance des territoires agricoles (73,3 % en 2018), en diminution par rapport à 1990 (75,2 %).
La répartition détaillée en 2018 est la suivante : terres arables (37,2 %), prairies (32,7 %), forêts (14,7 %), zones humides côtières (3,9 %), zones agricoles hétérogènes (3,3 %), zones urbanisées (3 %), eaux maritimes (2,2 %), eaux continentales (1,7 %), zones industrielles ou commerciales et réseaux de communication (1,2 %).
L'évolution de l’occupation des sols de la commune et de ses infrastructures peut être observée sur les différentes représentations cartographiques du territoire : la carte de Cassini (XVIIIe siècle), la carte d'état-major (1820-1866) et les cartes ou photos aériennes de l'IGN pour la période actuelle (1950 à aujourd'hui).

### Habitat et logement
En 2021, le nombre total de logements dans la commune était de 542, alors qu'il était de 494 en 2016 et de 485 en 2011.
Parmi ces logements, 93,1 % étaient des résidences principales, 1 % des résidences secondaires et 5,9 % des logements vacants. Ces logements étaient pour 98,6 % d'entre eux des maisons individuelles et pour 0,4 % des appartements.
Le tableau ci-dessous présente la typologie des logements à la La Cerlangue en 2021 en comparaison avec celle de la Seine-Maritime et de la France entière. Une caractéristique marquante du parc de logements est ainsi la faible proportion des résidences secondaires et logements occasionnels (1 %) par rapport au département (4,1 %) et à la France entière (9,7 %).
| Typologie                                               | La Cerlangue | Seine-Maritime | France entière |
| ------------------------------------------------------- | ------------ | -------------- | -------------- |
| Résidences principales (en %)                           | 93,1         | 88             | 82,2           |
| Résidences secondaires et logements occasionnels (en %) | 1            | 4,1            | 9,7            |
| Logements vacants (en %)                                | 5,9          | 7,9            | 8,1            |

## Toponymie
Le nom de la localité est attesté sous la forme Cellengue vers 1240, sous la forme latinisée Cervi lingua en 1248 et sous les formes dialectales normandes la Cherlengue ou la Chellengue (avec assimilation de /r/) du XIIIe siècle au XVe siècle.
La transposition latine du XIIIe siècle Cervi lingua « langue de cerf » parait correcte pour François de Beaurepaire. Par contre, le toponyme roman devrait être non point cerf-langue mais plutôt langue-cerf comme Hôtel-Dieu avec omission de la préposition de. Le groupe déterminé + appellatif (formule A) cerf-langue est plutôt l'indice d'une influence du mode de composition germanique ou anglo-scandinave, voire un calque roman du germanique (ou du vieux norrois / vieil anglais) cf. danois, norvégien hjortetunge; allemand Hirschzunge « langue de cerf, scolopendre » avec hjort / Hirsch « cerf » et tunge / Zunge « langue ». À noter que l'on trouve parfois dans la toponymie normande ce type d'association de deux substantifs selon le même mode de composition : Esteinvei (v. 1320 à Fresville, Cotentin) signifiant « le gué (des) de la pierre(s) », vei ou vey étant la forme normande correspondant au français gué et steinn, le terme norrois signifiant « pierre », ainsi que les différents Pierrepont, calques du germanique *steinaz-*brugjǭ, ce dernier ayant donné par exemple Steinbrücken, nom de nombreuses localités en Allemagne.
Le nom est peut-être lié à la présence, dans le bois proche, de la fougère scolopendre (asplenium scolopendrium) appelée également langue de cerf (« cerf-langue »).
La paroisse Saint-Jean-d'Abbetot a été réunie à La Cerlangue, Abbetot étant mentionné sous la forme Abetot vers 1060. Il s'agit d’une formation toponymique médiévale en -tot, appellatif remontant à l'ancien scandinave topt, toft « établissement rural, ferme », précédé d’un nom de personne, soit Abbo issu du germanique occidental (dont le cas régime Abon, Abbon est employé dans les textes), soit Ab[b]i issu du germanique septentrional, vieux norois ou vieux danois, et hypocoristique d’Ábiǫrn, dont le second élément -biǫrn représente le vieux norois biǫrn « ours » (suédois björn, danois / norvégien bjørn). Le baron normand Ours d'Abbetot est par ailleurs probablement originaire de ce hameau.

## Histoire
La commune de La Cerlangue, instituée par la Révolution française, absorbe en 1823 celle de Saint-Jean-des-Essarts, et, en 1824, celle de Saint-Jean-d'Abbetot.
- La Cerlangue à la fin du XIXe siècle

"La
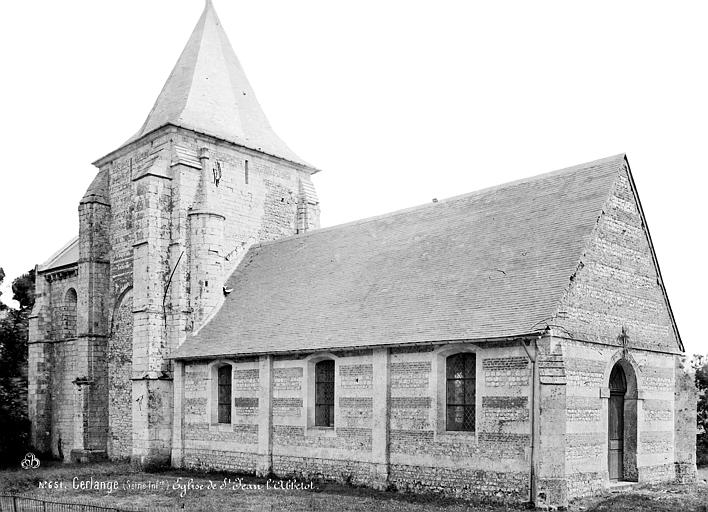
L'église d'Abbetot...
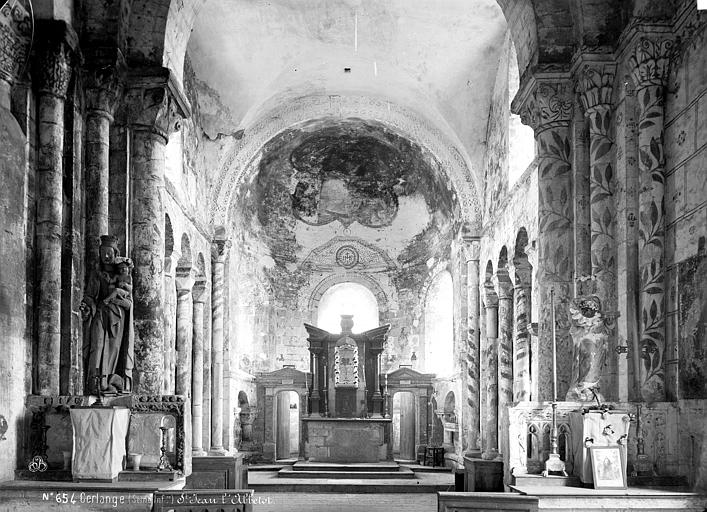
... et son chœur.
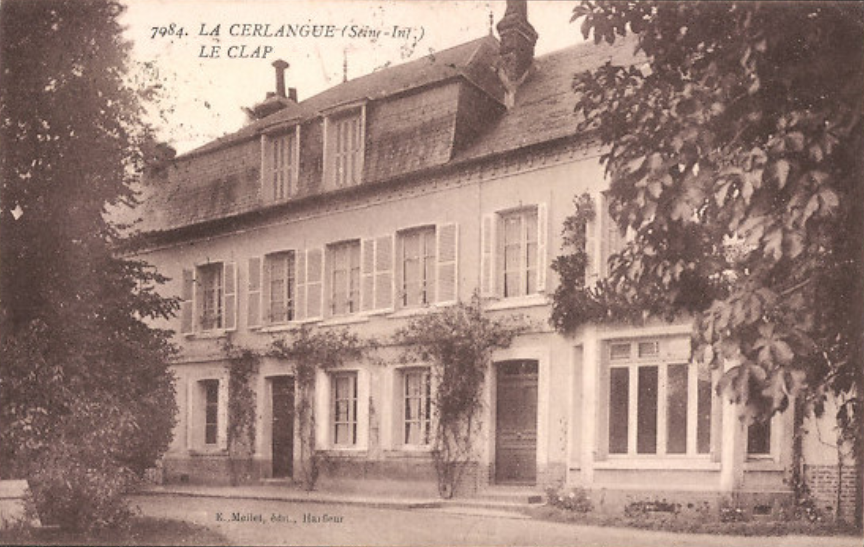
Le manoir du Clap vers 1880.

## Politique et administration

### Rattachements administratifs et électoraux

#### Rattachements administratifs
La commune se trouve dans l'arrondissement du Havre du département de la Seine-Maritime.
Elle faisait partie depuis 1793 du canton de Saint-Romain-de-Colbosc. Dans le cadre du redécoupage cantonal de 2014 en France, cette circonscription administrative territoriale a disparu, et le canton n'est plus qu'une circonscription électorale.

#### Rattachements électoraux
Pour les élections départementales, la commune fait partie depuis 2014 d'un nouveau canton de Saint-Romain-de-Colbosc porté de 18 à 38 communes.
Pour l'élection des députés, elle fait partie de la neuvième circonscription de la Seine-Maritime.

### Intercommunalité
La Cerlangue était membre de la communauté de communes Caux Estuaire, un établissement public de coopération intercommunale (EPCI) à fiscalité propre créé en 1999 sous le nom de communauté de communes de Saint-Romain-de-Colbosc et auquel la commune avait transféré un certain nombre de ses compétences, dans les conditions déterminées par le code général des collectivités territoriales.
Dans le cadre des dispositions de la loi portant nouvelle organisation territoriale de la République du 7 août 2015, qui prévoit que les établissements publics de coopération intercommunale (EPCI) à fiscalité propre doivent avoir un minimum de 15 000 habitants, cette intercommunalité a fusionné avec ses voisines pour former, le 1er janvier 2019, la communauté urbaine dénommée Le Havre Seine Métropole, dont est désormais membre la commune.

### Liste des maires
| Période                                  | Période                        | Identité             | Étiquette | Qualité |
| ---------------------------------------- | ------------------------------ | -------------------- | --------- | --- |
| Les données manquantes sont à compléter. |                                |                      |           | |
|                                          |                                |                      |           | |
| 1872                                     | 1873                           | Jules Hamel          |           | |
| 1873                                     | 1881                           | Louis Alexandre Cote |           | |
| 1881                                     | 1892                           | Pierre Laurenthequet |           | |
| 1892                                     | 1897                           | Adolphe Deshays      |           | |
| 1897                                     | 1900                           | Pierre Crochemore    |           | |
| 1900                                     | 1903                           | Pierre Carpentier    |           | |
| 1903                                     | 1904                           | Benjamin Dumenil     |           | |
| 1904                                     | 1919                           | Paul Pouchin         |           | |
| 1919                                     | 1927                           | Émile Roquigny       |           | |
| 1927                                     | 1933                           | Émile Haquet         |           | |
| 1933                                     | 1944                           | Léon Hauguel         |           | |
| octobre 1944                             | mai 1945                       | Adrien Perrin        |           | |
| mai 1945                                 | 1947                           | René Roquigny        |           | |
| 1947                                     | 1959                           | Léon Hauguel         |           | |
| 1959                                     | 1977                           | Léon Godefroy        |           | |
| 1977                                     | 1983                           | Michel Guicheteau    |           | |
| 1983                                     | 1992                           | Didier Martin        |           | Démissionnaire |
| septembre 1992                           | 2008                           | Nadine Cote          |           | |
| 2008                                     | avril 2024                     | Michel Rats          |           | Technicien Vice-président de la CU Le Havre Seine Métropole (2020 → 2024) Mandat écourté par la démission d'une partie du conseil municipal |
| avril 2024,                              | En cours (au 12 décembre 2024) | Lionel Dehon         |           | Cadre chez Enedis |

## Population et société

### Démographie
L'évolution du nombre d'habitants est connue à travers les recensements de la population effectués dans la commune depuis 1793. Pour les communes de moins de 10 000 habitants, une enquête de recensement portant sur toute la population est réalisée tous les cinq ans, les populations de référence des années intermédiaires étant quant à elles estimées par interpolation ou extrapolation. Pour la commune, le premier recensement exhaustif entrant dans le cadre du nouveau dispositif a été réalisé en 2004.

En 2022, la commune comptait 1 297 habitants, en évolution de +0,15 % par rapport à 2016 (Seine-Maritime : +0,35 %, France hors Mayotte : +2,11 %).
| 1793 | 1800 | 1806 | 1821 | 1831 | 1836 | 1841 | 1846 | 1851 |
| ---- | ---- | ---- | ---- | ---- | ---- | ---- | ---- | ---- |
| 741  | 900  | 831  | 721  | 992  | 949  | 912  | 911  | 925  |

| 1856 | 1861 | 1866 | 1872 | 1876 | 1881 | 1886 | 1891 | 1896 |
| ---- | ---- | ---- | ---- | ---- | ---- | ---- | ---- | ---- |
| 927  | 908  | 936  | 943  | 879  | 887  | 990  | 987  | 996  |

| 1901 | 1906 | 1911 | 1921 | 1926 | 1931 | 1936 | 1946 | 1954 |
| ---- | ---- | ---- | ---- | ---- | ---- | ---- | ---- | ---- |
| 969  | 949  | 911  | 806  | 829  | 810  | 790  | 841  | 763  |

| 1962 | 1968 | 1975 | 1982 | 1990 | 1999  | 2004  | 2006  | 2009  |
| ---- | ---- | ---- | ---- | ---- | ----- | ----- | ----- | ----- |
| 740  | 754  | 890  | 895  | 983  | 1 106 | 1 177 | 1 190 | 1 251 |

| 2014  | 2019  | 2022  | - | - | - | - | - | - |
| ----- | ----- | ----- | - | - | - | - | - | - |
| 1 306 | 1 276 | 1 297 | - | - | - | - | - | - |

## Culture locale et patrimoine

### Lieux et monuments
Compte tenu de l'unification des deux communes en 1824, La Cerlangue possède deux églises : l'église Saint-Léonard et l'église Saint-Jean d'Abbetot.
L'église Saint-Jean-Baptiste de La Cerlangue, quant à elle, est détruite vers 1822.
Sur la route de Tancarville, au lieu-dit Le Clap, se trouve le manoir du Clap.

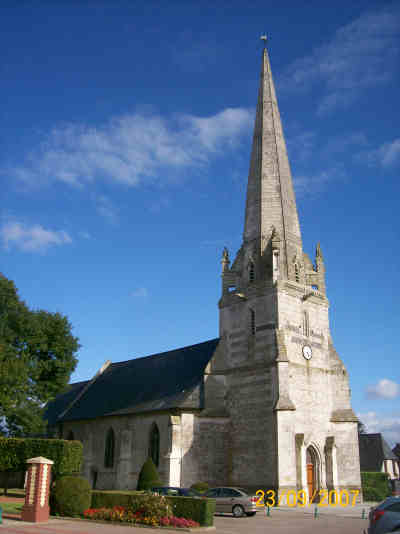
L'église Saint-Léonard de La Cerlangue.
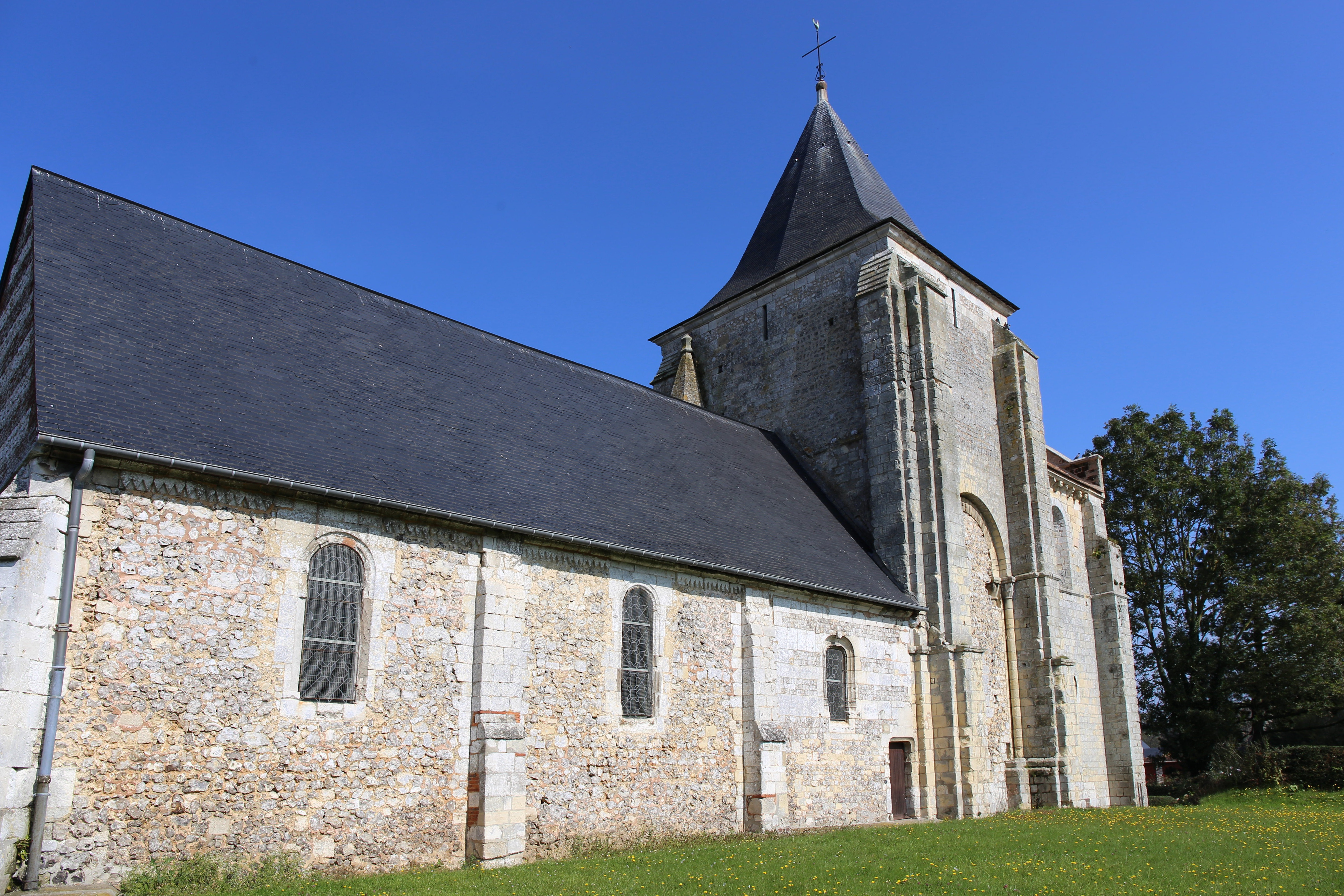
L'église Saint-Jean d'Abbetot...
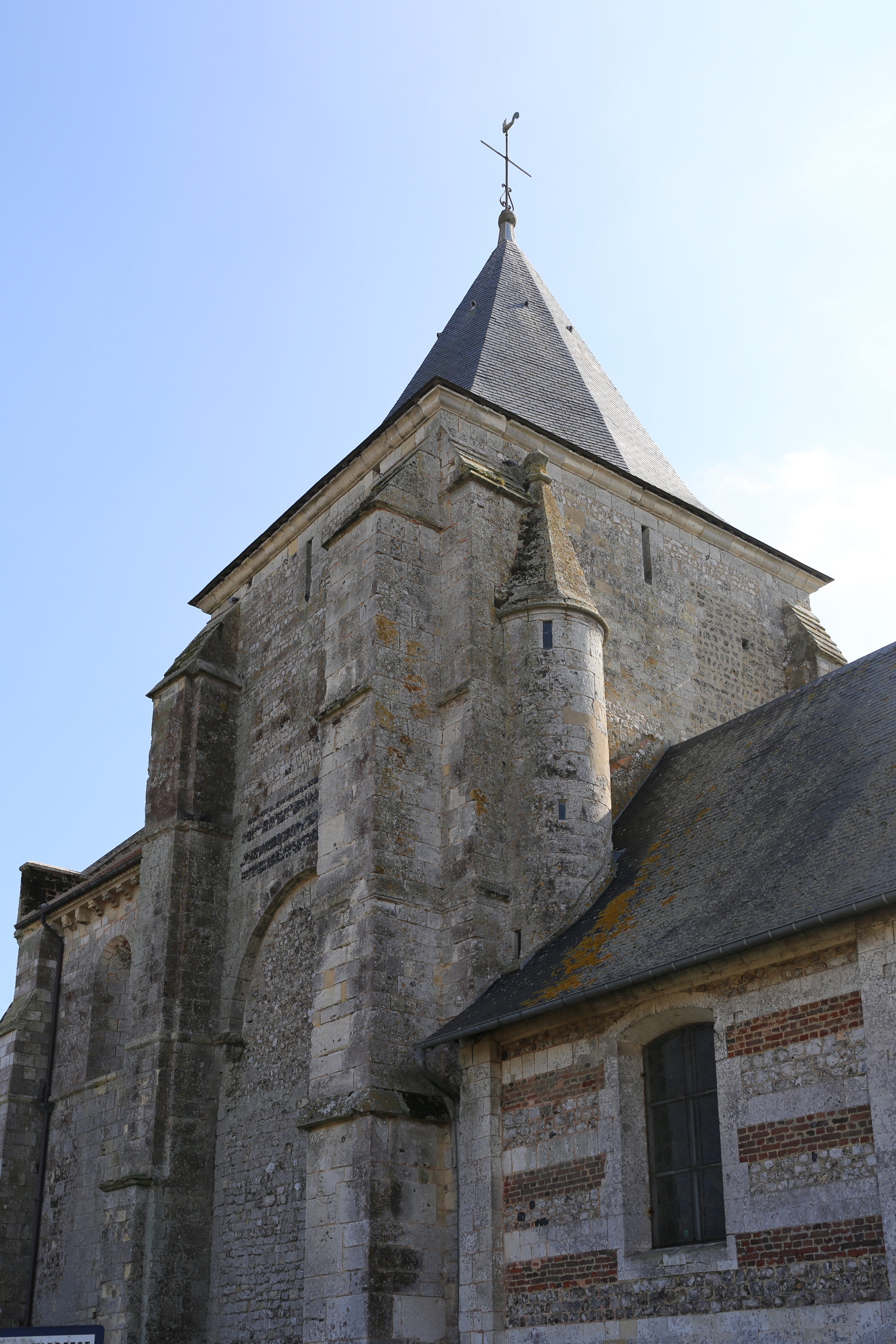
... Son clocher ...
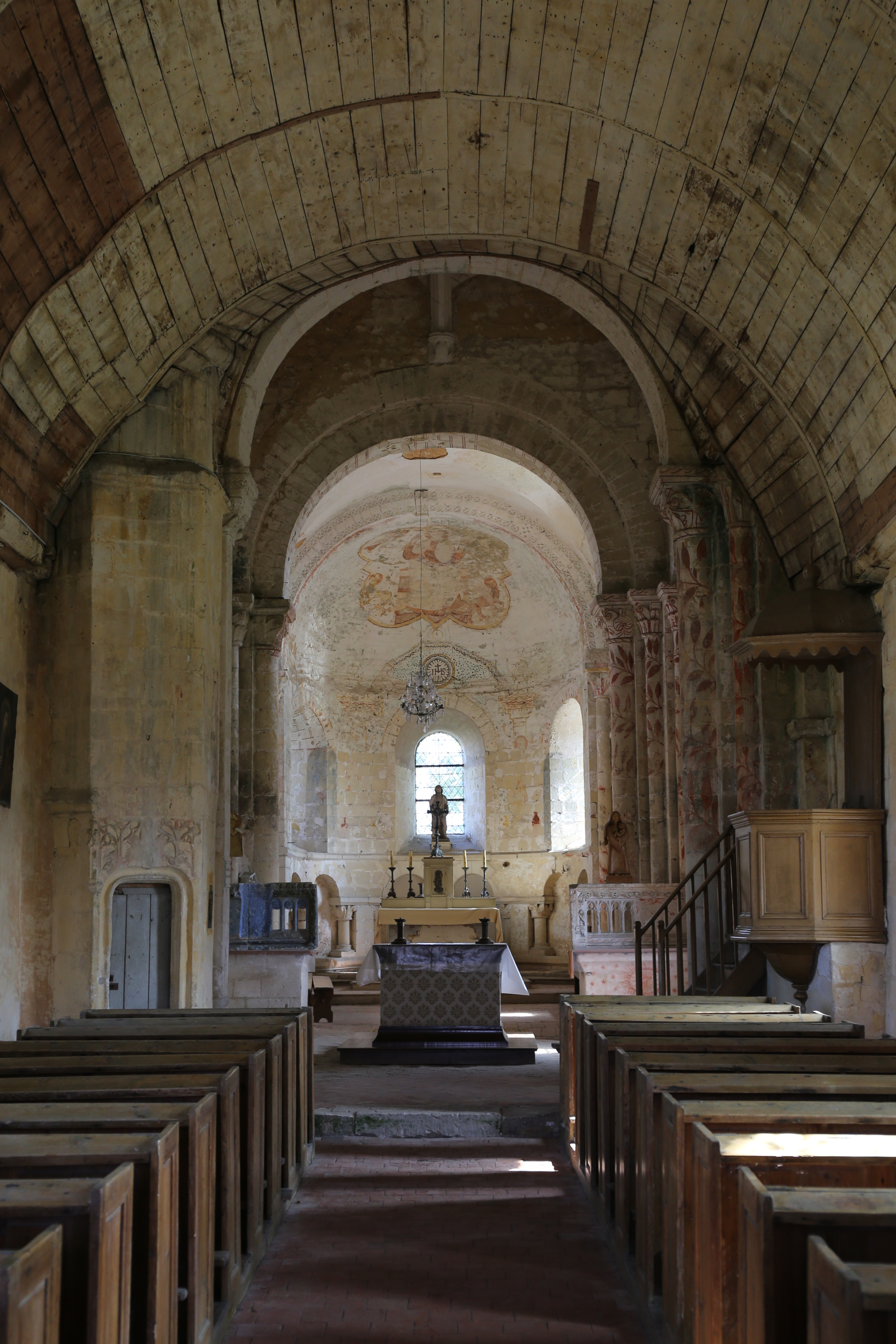
... et sa nef.
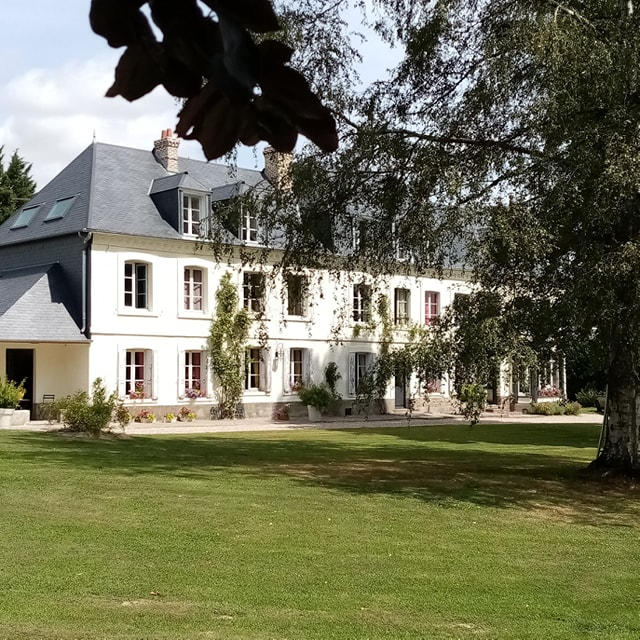
Le manoir du Clap

## Pour approfondir